# 7 Most Endangered
Il programma 7 Most Endangered identifica monumenti e siti in pericolo in Europa mobilitando partner pubblici e privati a livello locale, nazionale ed europeo per trovare loro un futuro praticabile.
È stato ideato da Europa Nostra e dalla Banca europea per gli investimenti nel gennaio 2013, ispirandosi ad un istitituo statunitense, il National Trust for Historic Preservation che ha sede a Washington. Non fornisce finanziamenti, ma il suo obiettivo è quello di fungere da catalizzatore per l'azione e sensibilizzare.
Le candidature possono essere presentate dalle sezioni nazionali di Europa Nostra, da organizzazioni membro e associate, nonché da organismi pubblici e privati attivi in questo settore situati in paesi in cui Europa Nostra non è ancora rappresentata.
Un gruppo consultivo internazionale, composto da specialisti in storia, archeologia, architettura, conservazione e finanza, si riunisce per discutere e selezionare i monumenti e i siti più minacciati. Il consiglio di amministrazione di Europa Nostra esamina l'elenco che viene poi annunciato pubblicamente durante un congresso annuale.
Missioni di salvataggio ai siti inclusi nell'elenco finale vengono quindi organizzate e i siti vengono visitati. I risultati e le raccomandazioni delle missioni di salvataggio sono riassunte in relazioni che diventano disponibili sul sito web dell'organizzazione.

## I siti
| Anno | Sito                                                                  | Città/Regione                                     | Stato                |
| ---- | --------------------------------------------------------------------- | ------------------------------------------------- | -------------------- |
| 2013 | Anfiteatro romano di Durazzo                                          | Durazzo                                           | Albania              |
| 2013 | Zona cuscinetto nel centro storico di Nicosia                         | Nicosia                                           | Cipro                |
| 2013 | Fortificazioni di Vauban a Briançon                                   | Briançon                                          | Francia              |
| 2013 | Monastero rinascimentale di San Benedetto Po presso Mantova           | San Benedetto Po                                  | Italia               |
| 2013 | Monastero e chiesa di Gesù in stile manuelino a Setúbal               | Setúbal                                           | Portogallo           |
| 2013 | Paesaggio minerario di Roşia Montană in Transilvania                  | Roşia Montană                                     | Romania              |
| 2013 | Chiesa armena di San Giorgio a Mardin                                 | Mardin                                            | Turchia              |
| 2014 | Macchine teatrali del Teatro Bourla                                   | Anversa                                           | Belgio               |
| 2014 | Quartieri di Dolcho e Apozari                                         | Kastoria                                          | Grecia               |
| 2014 | Cittadella di Alessandria                                             | Alessandria                                       | Italia               |
| 2014 | Carillon del Palazzo Nazionale di Mafra                               | Mafra                                             | Portogallo           |
| 2014 | Chiese lignee della Transilvania meridionale e Oltenia settentrionale | Transilvania meridionale e Oltenia settentrionale | Romania              |
| 2014 | Quartiere Pёstryj rjad ("Riga colorata") a Černjachovsk               | Černjachovsk                                      | Cipro                |
| 2014 | Sinagoga di Subotica                                                  | Subotica                                          | Serbia               |
| 2016 | Sito archeologico di Ereruyk e villaggio di Anipemza                  | Anipemza                                          | Armenia              |
| 2016 | Prigione Patarei a Tallinn                                            | Tallinn                                           | Estonia              |
| 2016 | Aeroporto di Helsinki-Malmi                                           | Helsinki                                          | Finlandia            |
| 2016 | Ponte Colbert                                                         | Dieppe                                            | Francia              |
| 2016 | Kampos di Chio                                                        | Chio                                              | Grecia               |
| 2016 | Convento de San Antonio de Padua                                      | Garrovillas de Alconétar                          | Spagna               |
| 2016 | Antica città di Hasankeyf e aree limitrofe                            | Hasankeyf                                         | Turchia              |
| 2016 | Laguna di Venezia                                                     | Venezia                                           | Italia               |
| 2018 | Chiese post-bizantine di Voskopoja e Vithkuq                          | Voskopoja e Vithkuq                               | Albania              |
| 2018 | Centro storico di Vienna                                              | Vienna                                            | Austria              |
| 2018 | Monumento di Buzludža                                                 | Buzludža                                          | Bulgaria             |
| 2018 | Monastero di David Gareia                                             | Sagarejo                                          | Georgia              |
| 2018 | Casinò di Costanza                                                    | Costanza                                          | Romania              |
| 2018 | Orfanotrofio greco-ortodosso di Prinkipo                              | Istanbul                                          | Turchia              |
| 2018 | Fabbrica di ghiaccio di Grimsby                                       | Grimsby                                           | Regno Unito          |
| 2020 | Teatro nazionale a Tirana                                             | Tirana                                            | Albania              |
| 2020 | Castello di Jezeří a Horní Jiřetín                                    | Horní Jiřetín                                     | Rep. Ceca            |
| 2020 | Castello di Sammezzano a Leccio                                       | Reggello                                          | Italia               |
| 2020 | Edificio a "Y" del quartiere governativo di Oslo                      | Oslo                                              | Norvegia             |
| 2020 | Centrale termoelettrica di Bytom                                      | Bytom                                             | Polonia              |
| 2020 | Fortezza di Belgrado e are limitrofe                                  | Belgrado                                          | Serbia               |
| 2020 | Stadio Bežigrad di Jože Plečnik                                       | Lubiana                                           | Slovenia             |
| 2021 | Ferrovia dell'Achensee                                                | Tirolo                                            | Austria              |
| 2021 | Cimitero Mirogoj                                                      | Zagabria                                          | Croazia              |
| 2021 | Le cinque più meridionali Isole egee                                  | Isole egee                                        | Grecia               |
| 2021 | Giardino Giusti                                                       | Verona                                            | Italia               |
| 2021 | Visoki Dečani                                                         | Dečani                                            | Kosovo               |
| 2021 | Ufficio postale centrale di Skopje                                    | Skopje                                            | Macedonia del Nord   |
| 2021 | Cappella ed eremo di San Juan de Socueva                              | Arredondo                                         | Spagna               |
| 2022 | Ponte sul Mat (già "Ponte Zogu")                                      | Milot                                             | Albania              |
| 2022 | Convento dei Recolletti                                               | Nivelles                                          | Belgio               |
| 2022 | Città giardino di Butte-Rouge                                         | Châtenay-Malabry                                  | Francia              |
| 2022 | Centro storico di Stolberg                                            | Stolberg                                          | Germania             |
| 2022 | Terme di Nettuno                                                      | Băile Herculane                                   | Romania              |
| 2022 | Palacio de Orleans-Borbón                                             | Sanlúcar de Barrameda                             | Spagna               |
| 2022 | Fortezza di Crèvecoeur                                                | Den Bosch                                         | Paesi Bassi          |
| 2023 | Stazione di Courtrai                                                  | Courtrai                                          | Belgio               |
| 2023 | Cimitero commemorativo della resistenza                               | Mostar                                            | Bosnia ed Erzegovina |
| 2023 | Fortezza di Chakvinji                                                 | Zugdidi                                           | Georgia              |
| 2023 | Complesso delle abitazioni delle suore morave                         | Kleinwelka                                        | Germania             |
| 2023 | Memento Park                                                          | Budapest                                          | Ungheria             |
| 2023 | Paesaggio culturale di Sveti Stefan                                   | Budua                                             | Montenegro           |
| 2023 | Mulini ad acqua di Bistrica                                           | Petrovac na Mlavi                                 | Serbia               |
| 2024 | Quartieri operai                                                      | Roubaix-Tourcoing                                 | Francia              |
| 2024 | Isole Cicladi, specie Sifno, Serifo e Folegandros                     | Isole Cicladi                                     | Grecia               |
| 2024 | Chiesa di San Pietro in Gessate                                       | Milano                                            | Italia               |
| 2024 | Sinagoga di Siena                                                     | Siena                                             | Italia               |
| 2024 | Casa dell'Armata popolare di liberazione                              | Šabac                                             | Serbia               |
| 2024 | Chiesa greco-ortodossa di San Giorgio                                 | Altınözü                                          | Turchia              |
| 2024 | Porta ferrea di Antiochia                                             | Antakya                                           | Turchia              |
| 2025 | Monastero e insediamento di Arakelots                                 | Kirants                                           | Armenia              |
| 2025 | Castello di Nyborg                                                    | Nyborg                                            | Danimarca            |
| 2025 | Castello di Monemvasia                                                | Monemvasia                                        | Grecia               |
| 2025 | Grande sinagoga di Orla                                               | Orla                                              | Polonia              |
| 2025 | Complesso modernista dello Stato maggiore delle forze armate          | Belgrado                                          | Serbia               |
| 2025 | Piscina Valhalla (Valhallabadet)                                      | Gothenburg                                        | Svezia               |
| 2025 | Victoria Tower Gardens                                                | Londra                                            | Regno Unito          |